# Volkwin (Minden)
Volkwin (auch Volkwin von Schwalenberg; * um 1240/45; † 4. Mai 1293) war ab 1275 Bischof von Minden.
Volkwin stammte aus dem Geschlecht der Grafen von Schwalenberg. Er war ein jüngerer Sohn des Grafen Volkwin IV. von Schwalenberg und seiner Ehefrau Ermengard von Schwarzburg-Blankenburg, Tochter des Grafen Heinrich II. von Schwarzburg.
Er war zunächst Domherr und Dompropst zu Minden. Ab 1275 als Bischof von Minden stritt er mit seinen weltlichen Nachbarn.
Am 30. Januar 1279 verlieh er Lübbecke bei Minden die Stadtrechte.